# Forever Now (Level 42)
Forever Now is een nummer van de Britse band Level 42. Het is de eerste single van hun gelijknamige tiende studioalbum uit 1994. Op 14 februari dat jaar werd het nummer in Europa op single uitgebracht.

## Achtergrond
"Forever Now" werd een bescheiden hit in het Verenigd Koninkrijk, Duitsland en Nederland. De single behaalde in thuisland het Verenigd Koninkrijk de 19e positie in de UK Singles Chart. In Duitsland werd de 51e positie bereikt.
In Nederland werd de single in het voorjaar van 1994 regelmatig gedraaid op de landelijke radiozenders en werd een radiohit. De single bereikte de 31e positie in de Nederlandse Top 40 op destijds Radio 538 en de 25e positie in de toen nieuwe publieke hitlijst; de Mega Top 50 op toentertijd Radio 3FM.
In België werd de single ook regelmatig gedraaid op de radio, maar behaalde desondanks géén notering in zowel de voorloper van de Vlaamse Ultratop 50 als de Vlaamse Radio 2 Top 30 en de voorloper van de Waalse Ultratop 50.
Met deze single was het de (in thuisland het Verenigd Koninkrijk op één na) laatste hit die Level 42 internationaal had en de hitlijsten haalde.